# Catostemma sancarlosianum
Catostemma sancarlosianum är en malvaväxtart som beskrevs av J.A. Steyermark. Catostemma sancarlosianum ingår i släktet Catostemma och familjen malvaväxter. Inga underarter finns listade i Catalogue of Life.